# Some Rap Songs
Some Rap Songs è il terzo album in studio del rapper statunitense Earl Sweatshirt, pubblicato il 30 novembre 2018 dalla Columbia Records.
L'album presenta contributi di ospiti come Navy Blue e Standing on the Corner, così come alcuni sample tratti da conversazioni ed opere dei membri della sua famiglia.

## Pubblicazione
Some Rap Songs è stato pubblicato il 30 novembre 2018. Il 30 gennaio 2019, Earl ha caricato un cortometraggio di 8 minuti intitolato Nowhere, Nobody in promozione dell'album, con diverse canzoni dell'album in tutto il video.
Le traccia principale dell'album Nowhere2go, è stata pubblicata l'8 novembre 2018. Il secondo singolo a precedere l'album, The Mint con Navy Blue, è stato pubblicato il 20 novembre 2018.

## Accoglienza
Some Rap Songs è stato accolto con ampio consenso dalla critica. Da Metacritic, l'album ha ricevuto un punteggio medio di 86, basato su 19 recensioni. Il sito web AnyDecentMusic? ha dato 8,0 su 10, sulla base della loro valutazione critica dell'album.
Fred Thomas di AllMusic ha detto:
Timmhotep Aku di Pitchfork ha dichiarato:
Sputnikmusic ha scritto:

## Classifiche
| Classifica (2022) | Posizione massima |
| ----------------- | ----------------- |
| Grecia            | 20                |